# Loeseneriella arnottiana
Loeseneriella arnottiana là một loài thực vật có hoa trong họ Dây gối. Loài này được (Wight) A.C. Sm. mô tả khoa học đầu tiên năm 1945.

## Hình ảnh

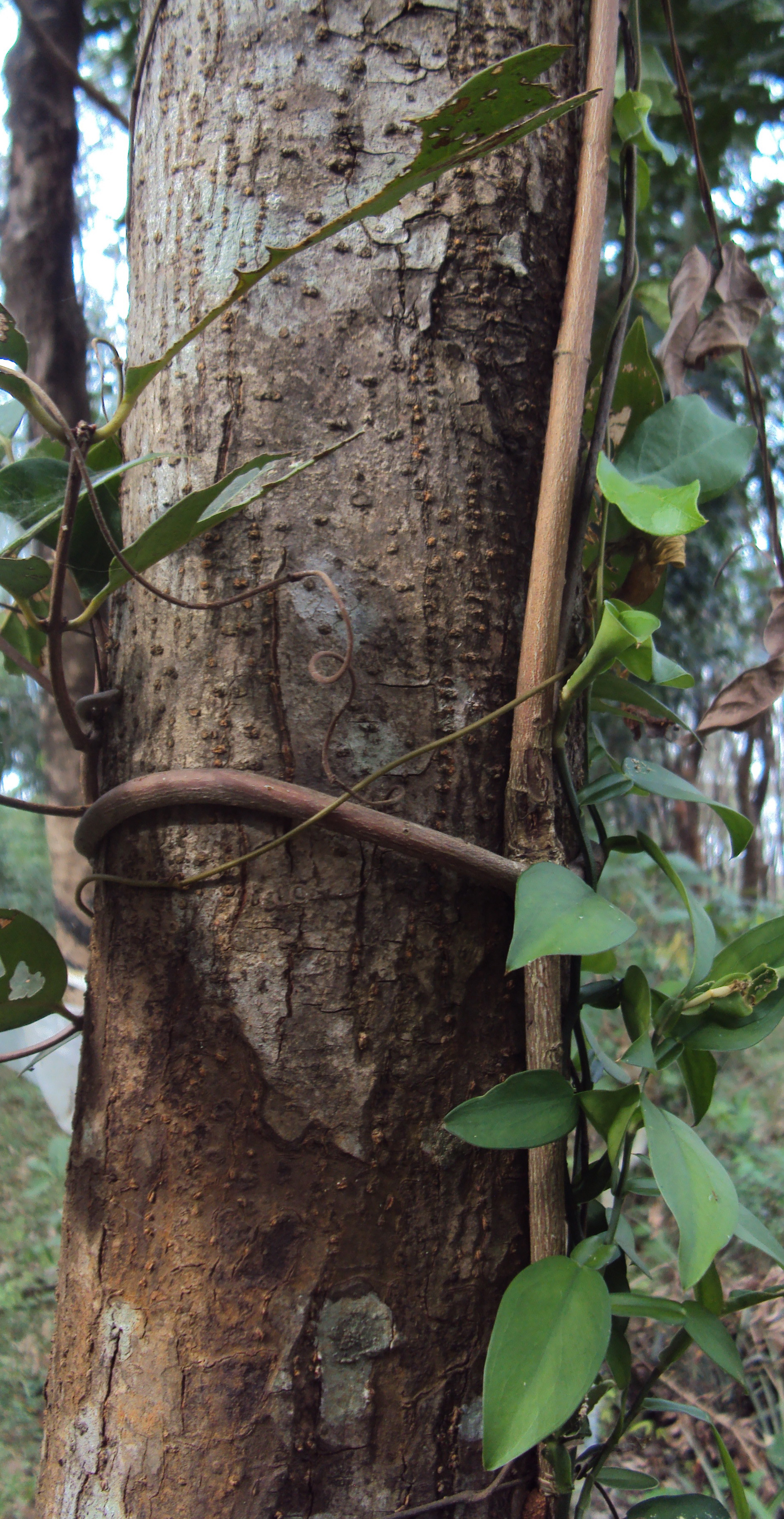
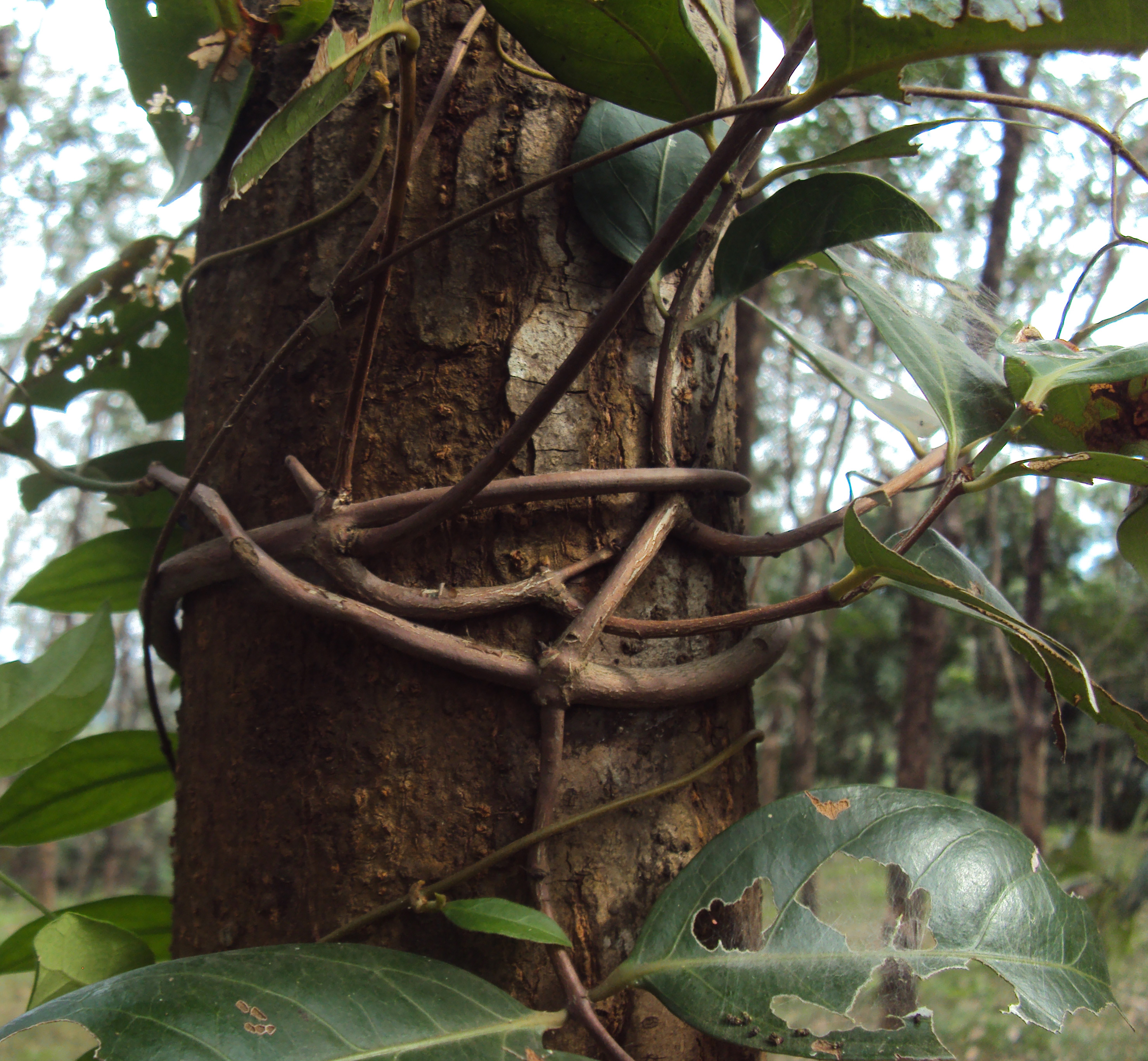
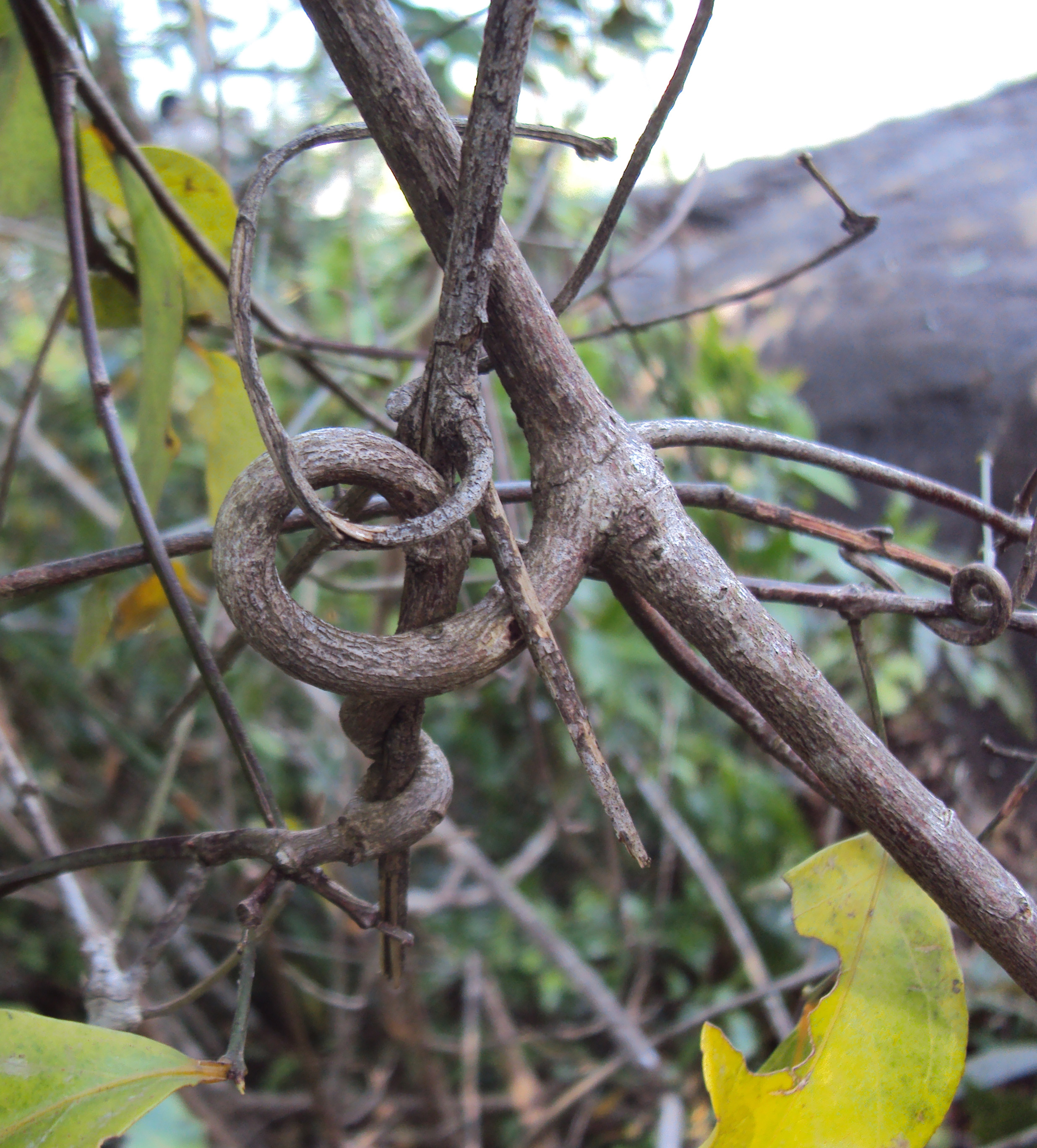
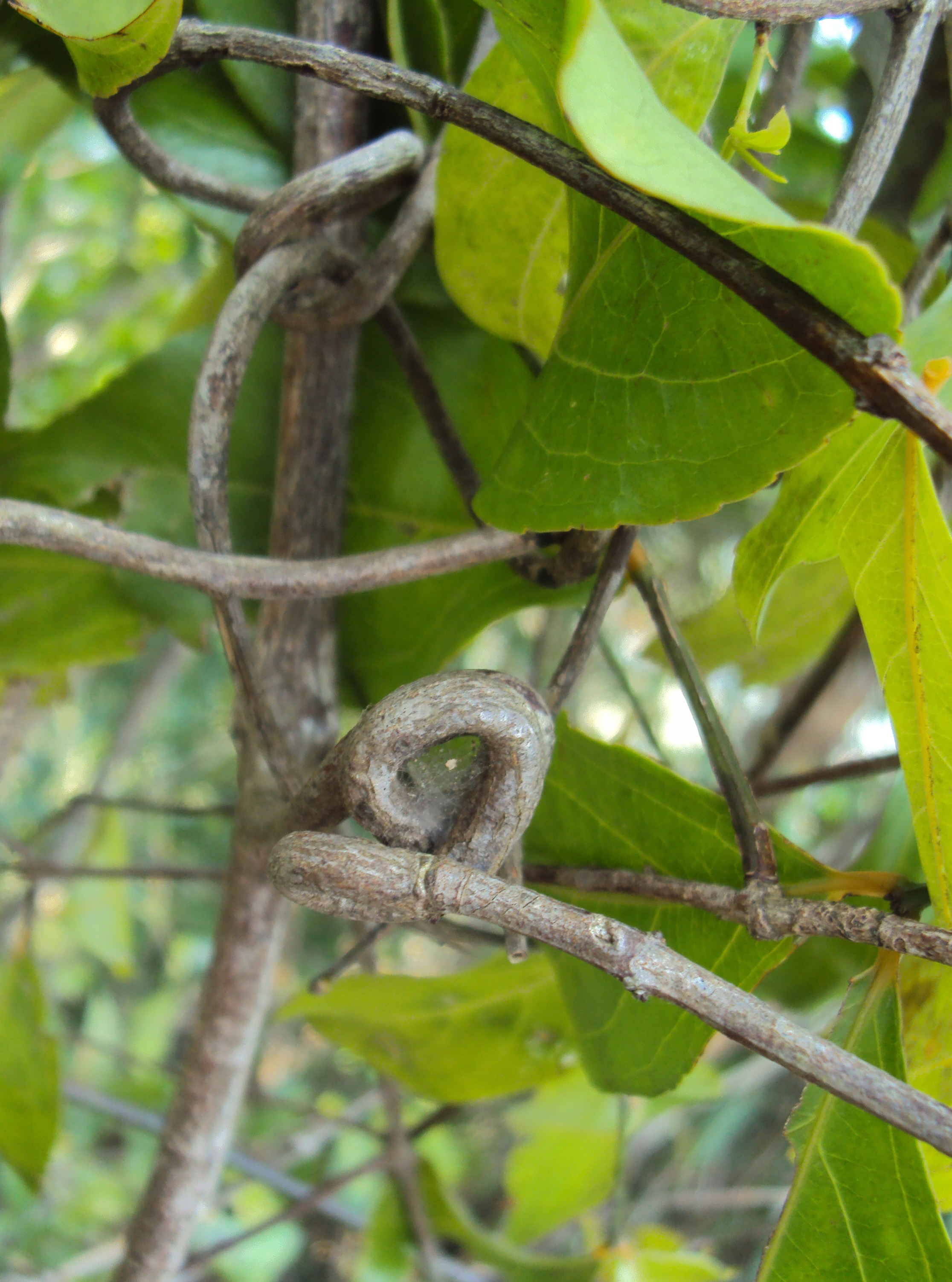